# Twice (gruppo musicale)
Le Twice (트와이스?, TeuwaiseuLR, T'ŭwaisŭMR) sono un gruppo musicale sudcoreano, formatosi a Seul nel 2015 attraverso lo show di competizione musicale Sixteen. Grazie al grande successo ottenuto sin dal debutto, le Twice sono anche chiamate "Nation's Girl Group" (국민 걸그룹?, Nation's girl groupLR), ovvero "Girl group della nazione". Il gruppo è composto da 9 membri: Nayeon, Jeongyeon, Momo, Sana, Jihyo, Mina, Dahyun, Chaeyoung e Tzuyu. Hanno debuttato il 20 ottobre 2015, con l'EP The Story Begins.

## Nota sul nome
Il nome Twice in inglese significa “due volte”, intendendo che vogliono far provare ai loro fan soddisfazioni non solo guardando, ma anche ascoltando.

## Storia

### 2013-2015: formazione e debutto conThe Story Begins
Il 19 dicembre 2013, la JYP Entertainment ha annunciato che avrebbe lanciato un nuovo gruppo femminile nella prima metà del 2014, il primo gruppo femminile a uscire dalla compagnia dopo il debutto delle Miss A nel 2010. Il 27 febbraio 2014, le tirocinanti della JYPE Lena e Cecilia sono state confermate come membri del gruppo provvisoriamente chiamato 6MIX, mentre si vociferava che tra gli altri membri ci fossero le tirocinanti della JYPE Nayeon, Jeongyeon, Jihyo e Minyoung. Il progetto di debutto del gruppo fu infine annullato quando Lena e Cecilia lasciarono la compagnia.
L'11 febbraio 2015, J.Y. Park, fondatrice della JYPE, annunciò che la formazione del gruppo femminile composto da sette elementi sarebbe stata decisa tramite Sixteen, uno show di sopravvivenza agonistico che sarebbe andato in onda su Mnet più avanti nello stesso anno. Durante la trasmissione, tenutasi dal 5 maggio al 7 luglio 2015 su Mnet, sono state selezionate, come da programma, le sette componenti delle Twice (Nayeon, Jeongyeon, Sana, Jihyo, Mina, Dahyun e Chaeyoung). Tuttavia, durante l'ultima puntata sono state aggiunte in via straordinaria le due concorrenti Tzuyu e Momo, creando così una formazione finale di nove membri. La decisione fu controversa all'epoca, poiché molte persone si lamentarono del fatto che i concorrenti eliminati potessero unirsi al gruppo. Il nome del gruppo, Twice, è stato personalmente scelto da Park, spiegando che "il gruppo toccherà il cuore delle persone due volte: una volta attraverso le orecchie e un'altra volta attraverso gli occhi". I fan delle Twice sono conosciuti come "Once", comunemente scritto tutto in maiuscolo, come dimostra la dichiarazione dei membri sui social media nel 2015: "Se ci amate anche solo una volta, vi ripagheremo con il doppio del nostro amore".
Le Twice hanno debuttato il 20 ottobre 2015 con l'album The Story Begins, seguendo le orme delle predecessore Wonder Girls e Miss A. Inizialmente il gruppo ricevette un'accoglienza tiepida; mentre il loro EP debuttò al numero 4 nella Gaon Album Chart per la settimana conclusasi il 24 ottobre (prima di raggiungere la terza posizione due settimane dopo), il loro singolo Like Ooh Ahh, ha conquistato il secondo posto nello show musicale The Show del 27 ottobre e nel programma M Countdown del 29 ottobre. Una settimana dopo la sua uscita, il singolo è sceso alla posizione numero 57 sul più grande sito musicale sudcoreano Melon, ma grazie al passaparola tra gli internauti riguardo alle successive promozioni e performance del gruppo, Like Ooh-Ahh è entrato nella top 10 di diverse classifiche musicali coreane, tra cui Melon, Genie e Naver Music, entro il 15 novembre. Un simile ritorno di fiamma nelle classifiche musicali da parte di un gruppo femminile alle prime armi è stato ritenuto insolito dai media coreani. Il video musicale del singolo del gruppo ha raggiunto 50 milioni di visualizzazioni su YouTube entro cinque mesi dal loro debutto, diventando uno dei video musicali di debutto più visti di qualsiasi gruppo K-pop. Il brano ha continuato ad occupare le prime posizioni delle classifiche musicali fino a febbraio 2016, conquistando il secondo posto tre mesi dopo a Inkigayo. Il numero degli album venduti ha superato le 90 000 copie a novembre, divenendo il brano di un gruppo emergente più venduto dell'anno. Il successo iniziale del gruppo è valso loro il premio "Miglior nuova artista femminile" agli Mnet Asian Music Awards del 2015, tenutisi il 2 dicembre. Il 27 dicembre le Twice hanno eseguito una versione remix del loro singolo Like Ooh-Ahh all'SBS Gayo Daejeon, in occasione della prima partecipazione del gruppo a un programma musicale di fine anno.

### 2016:Page 2eTwicecoaster: Lane 1

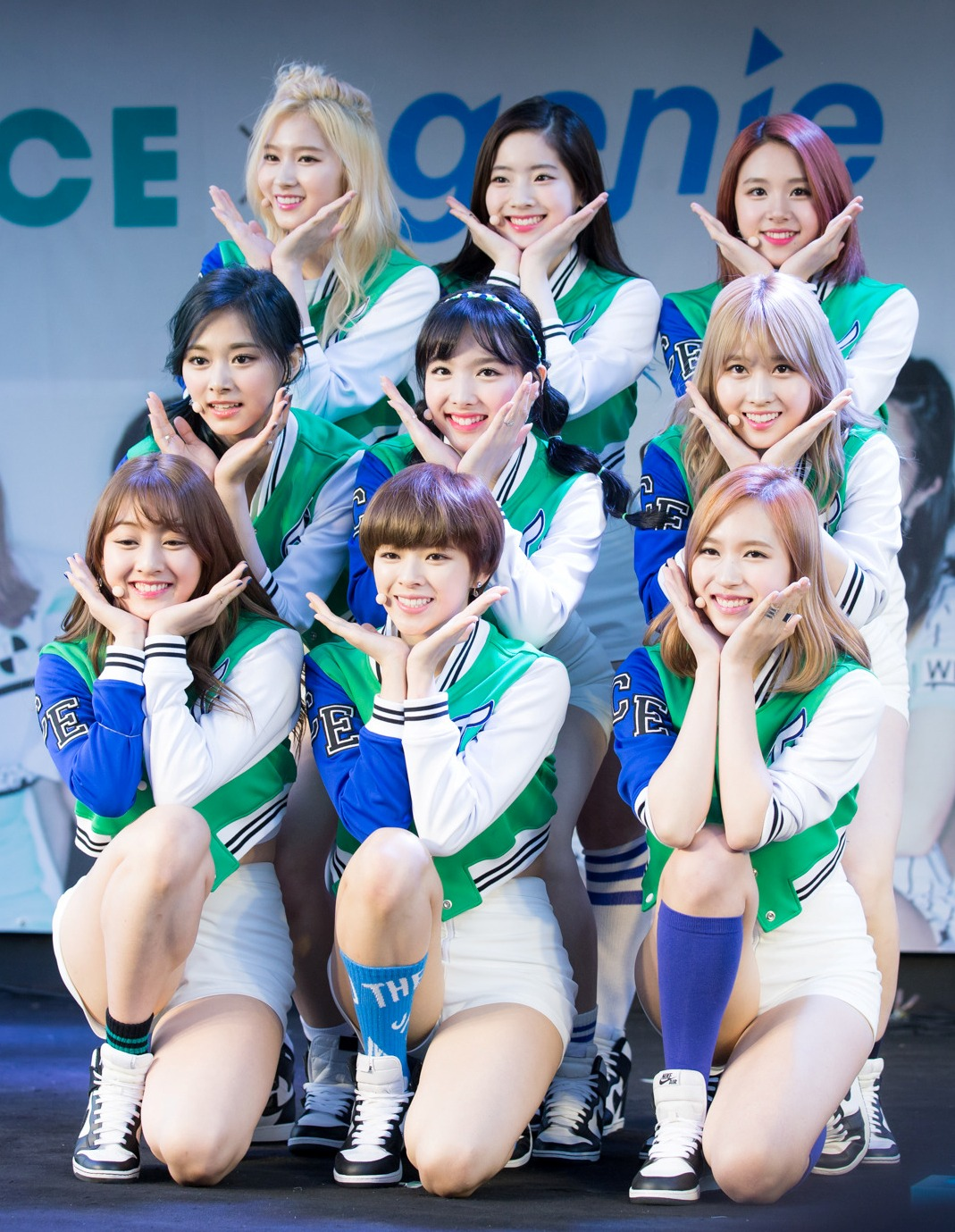
Le Twice al concerto Cheer Up, il 7 maggio 2016

Il 25 aprile 2016 hanno pubblicato il secondo EP Page 2, esibendosi in un show case lo stesso giorno. Le Twice sono tornate sul palco di M Countdown il 28 aprile con il nuovo singolo Cheer Up. L'album si rivelò un successo commerciale per il gruppo, debuttando al secondo posto della Gaon Album Chart e al sesto posto della Billboard World Albums Chart, con 80.686 unità vendute nel mese di aprile. Con un volume totale di vendite nella prima settimana per Page Two che ha raggiunto circa 41.800 copie, le Twice hanno raggiunto il volume di vendite nella prima settimana più alto di un gruppo femminile coreano per l'anno. Ad agosto, Page Two aveva venduto oltre 150.000 copie, rendendo le Twice il primo girl group ad avere un record di vendite di oltre 100.000 unità quell'anno. Nel frattempo, il singolo principale dell'album Cheer Up è diventato il primo del gruppo a raggiungere la vetta delle classifiche in Corea del Sud, debuttando al primo posto in otto classifiche musicali in tempo reale subito dopo la sua uscita, prima di raggiungere la vetta sia della Gaon Digital Chart che della Billboard K-pop Hot 100. In particolare, la canzone è diventata un meme virale in Corea del Sud che ripeteva il verso "shy shy shy" cantato da Sana. Alla fine, la canzone è diventata il singolo più venduto in Corea del Sud per tutto il 2016. Cheer Up ha riscosso successo anche a livello internazionale, debuttando e raggiungendo il terzo posto nella classifica Billboard World Digital Song Sales. Inoltre, le Twice sono diventate l'unica band coreana ad entrare nella classifica musicale di YouTube negli Stati Uniti per quell'anno, quando Cheer Up si è piazzata alla posizione numero 25 a maggio.
Il 5 maggio hanno ottenuto la loro prima vittoria ad un programma musicale su Mnet, mentre il 6 maggio, a 200 giorni dal debutto, si sono classificate prime su un canale televisivo pubblico, nel programma Music Bank (Korean Broadcasting System). Hanno concluso una serie di vittorie il giorno 29 maggio a Inkigayo (SBS), totalizzando 11 vittorie. Cheer Up ha mantenuto la prima posizione per 5 settimane consecutive nella classifica musicale Melon Chart: ha inoltre superato 100 000 000 ascolti totali su Circle Chart, divenendo uno degli unici due gruppi K-pop a farlo insieme ai Big Bang. Il gruppo ha poi debuttato negli Stati Uniti con un'apparizione al festival musicale KCON tenutosi a Los Angeles il 31 luglio. Il 6 e 7 agosto, le Twice e i loro compagni di etichetta JYP Entertainment hanno tenuto un concerto alla Jamsil Arena di Seul, intitolato JYP Nation 2016 "Mix & Match". Seguirono poi gli spettacoli allo Yoyogi National Gymnasium di Tokyo dal 2 al 4 settembre.
Dopo 6 mesi, il 24 ottobre le Twice sono tornate con il singolo TT del terzo EP Twicecoaster: Lane 1. L'album include anche il brano 1 In A Million, ovvero la frase con cui il gruppo si presenta al pubblico. Il video musicale di TT ha superato 10 000 000 visualizzazioni in meno di 40 ore, diventando il gruppo K-pop più veloce a farlo. Nel novembre 2016 l'album ha superato le 200 000 copie vendute, diventando l'album K-pop femminile con più vendite dopo il 2010, superando il record di The Boys delle Girls' Generation. Il brano TT ha mantenuto la prima posizione nella classifica Circle Chart per 4 settimane. Twicecoaster: Lane 1 ha conquistato il primo posto nella lista degli album K-pop femminili più venduti del 2016, con un totale di 350 852 copie vendute a fine anno. In soli 19 mesi dal debutto, le Twice hanno venduto più di 1 200 000 album totali.
Il 14 novembre 2016, il video ufficiale di TT ha superato 50 000 000 visualizzazioni a meno di 22 giorni dalla pubblicazione, mentre 3 giorni dopo, alle 6:40 del 17 novembre 2016, Cheer Up ha superato 100 000 000 visualizzazioni su YouTube. Le Twice sono così diventate il gruppo più veloce a superare 100 000 000 visualizzazioni nella storia del K-pop (207 giorni).
Cheer Up ha vinto il titolo di "Song of The Year" e "Top 10 Artist" ai Melon Music Awards 2016, mentre è stata votata come Brano dell'Anno nei Mnet Asian Music Awards 2016. Cheer Up è anche stato il brano più ascoltato del 2016, facendo guadagnare alle Twice il premio di "Girl Group Of The Year" alle cerimonie di Mnet. Il 3 gennaio del 2017, il video di TT ha superato 100 000 000 visualizzazioni in 72 giorni, stracciando il precedente record di Cheer Up. Entrambi i brani hanno ricevuto il "Main Award" alla 37ª cerimonia del Golden Disk Awards.
Il 9 maggio 2018, TT ha superato 350 000 000 visualizzazioni su YouTube, diventando il brano femminile K-pop più visualizzato di sempre in quel mese.

### 2017:Twicecoaster: Lane 2,Signal,TwicetagrameMerry & Happy

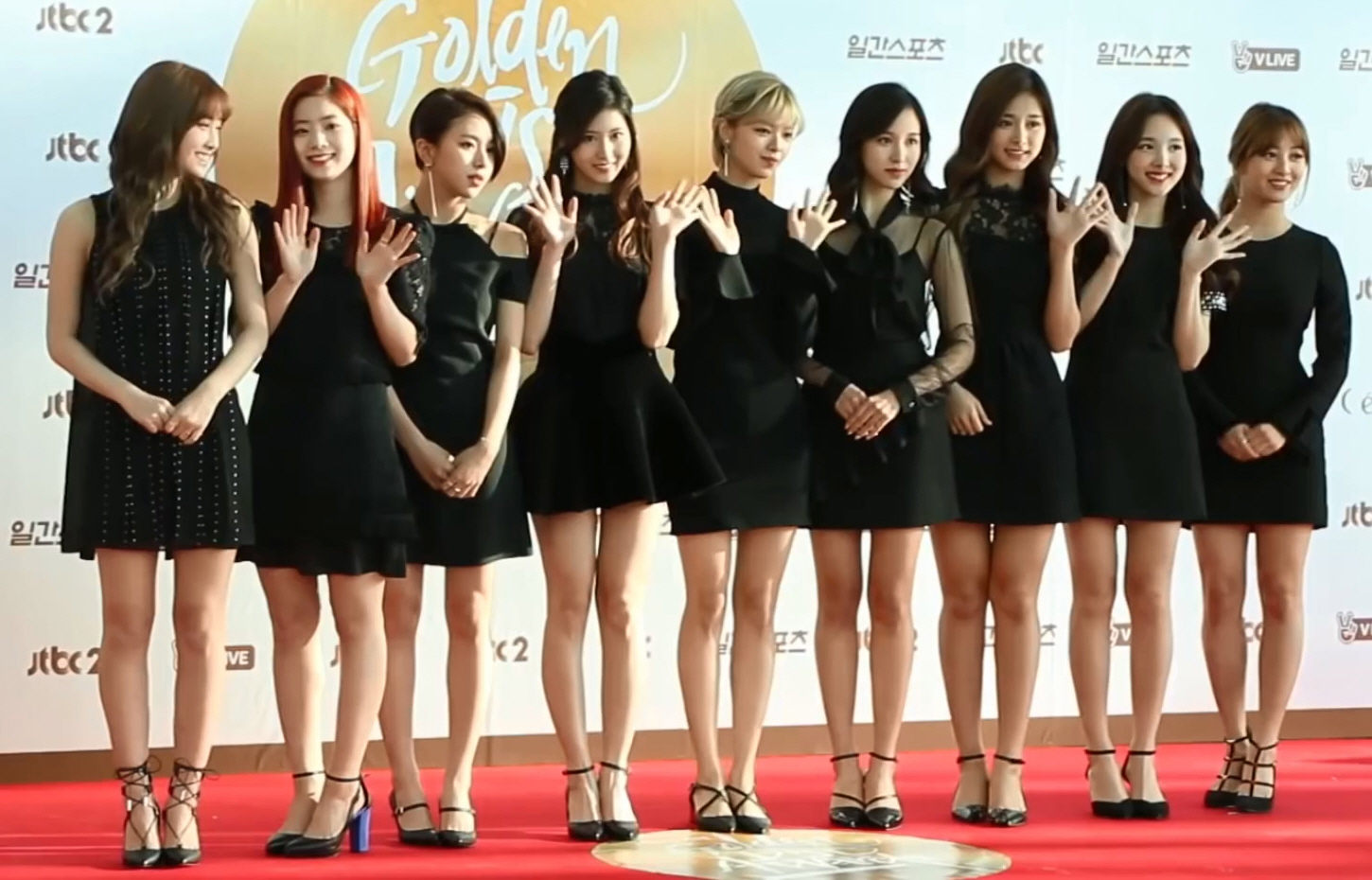
Le Twice al Golden Disk Awards nel 2017

Il 10 gennaio 2017, JYP Entertainment ha annunciato la prima tournée delle Twice dopo un anno e 4 mesi dal debutto. Il Tour, intitolato Twiceland, è stato sold out in poche ore. Dopo il concerto di apertura tenutosi il 17 febbraio a Seul, il tour è proseguito in Thailandia e Singapore. Durante il tour, il 20 febbraio le Twice hanno rilasciato il loro quarto album Twicecoaster: Lane 2, con il singolo Knock Knock. L'album ha totalizzato 266.654 copie vendute il febbraio del 2017, mentre il video di Knock Knock ha superato 10 000 000 visualizzazioni in meno di un giorno. Knock Knock ha debuttato in cima alla Gaon Digital Chart e ha raggiunto rispettivamente il quinto e il quindicesimo posto nella World Digital Song Sales e nella Japan Hot 100.
All'inizio di febbraio, le Twice hanno lanciato il proprio sito web giapponese e i suoi canali social. Il 24 febbraio hanno annunciato ufficialmente il loro debutto in Giappone con un album compilation intitolato #Twice, la cui uscita era prevista per il 28 giugno. Il 15 maggio, è stato pubblicato l'EP Signal accompagnato dall'eponimo singolo. In questa occasione vi è stata la prima collaborazione tra Twice e Park Jin-young. L'album contiene 6 brani, tra cui Eye Eye Eyes scritta da Jihyo e Chaeyoung, e Only You, scritto dall'ex membro delle Wonder Girls Ha:tfelt. Signal ha debuttato in cima alla Gaon Album Chart nella prima settimana di uscita, entrando anche nella classifica Billboard World Albums al terzo posto. L'album è entrato anche nella Billboard Heatseekers Albums Chart, debuttando alla posizione numero 11. Entro la fine di maggio, è stato segnalato come il secondo album più venduto in Corea del Sud per il mese, registrando 248.550 copie. Nel frattempo, il singolo principale omonimo dell'album ha debuttato in cima alla Gaon Digital Chart e alla Billboard K-pop Hot 100, e al terzo posto nella classifica Billboard World Digital Song Sales. Le Twice sono salite sul palco di Music Bank il 16 giugno, concludendo così le 12 vittorie consecutive nelle classifiche musicali settimanali con il brano Signal.
Tornate in Corea del Sud dopo un breve periodo di attività in Giappone, le Twice hanno pubblicato il loro sesto album Twicetagram il 30 ottobre con il singolo Likey. Il video di Likey, girato interamente in Canada, ha superato 100 000 000 visualizzazioni in un tempo record di 33 giorni e 23 ore, battendo ogni precedente record di altri artisti K-pop. L'album ed il suo singolo principale hanno entrambi debuttato nelle classifiche Billboard World Album e World Digital Songs, rendendo le Twice le prime artiste K-pop a ottenere quel risultato. L'album è anche rientrato tra le Top 10 del Top Heatseekers. L'11 dicembre è stato rilasciato il singolo Heart Shaker dall'album Merry & Happy, che ha totalizzato 9 vittorie in programmi musicali, rimanendo in testa alle classifiche per 1 mese.
Il 2017 ha segnato un anno di notevole crescita per le Twice, che in quell'arco di tempo hanno totalizzato 57 vittorie nelle varie classifiche settimanali, superando così il record di 53 vittorie delle Girls' Generation. Inoltre nel 2017 le Twice hanno venduto complessivamente 1 443 994 album, una cifra superiore rispetto agli altri gruppi femminili K-pop, quali Red Velvet, GFriend, Blackpink, Girls' Generation, Apink, Cosmic Girls, Lovelyz, Pristin, T-ara ed AOA, sommati fra loro.

### 2018:What Is Love?,Dance The Night Away,BDZeYes Or Yes

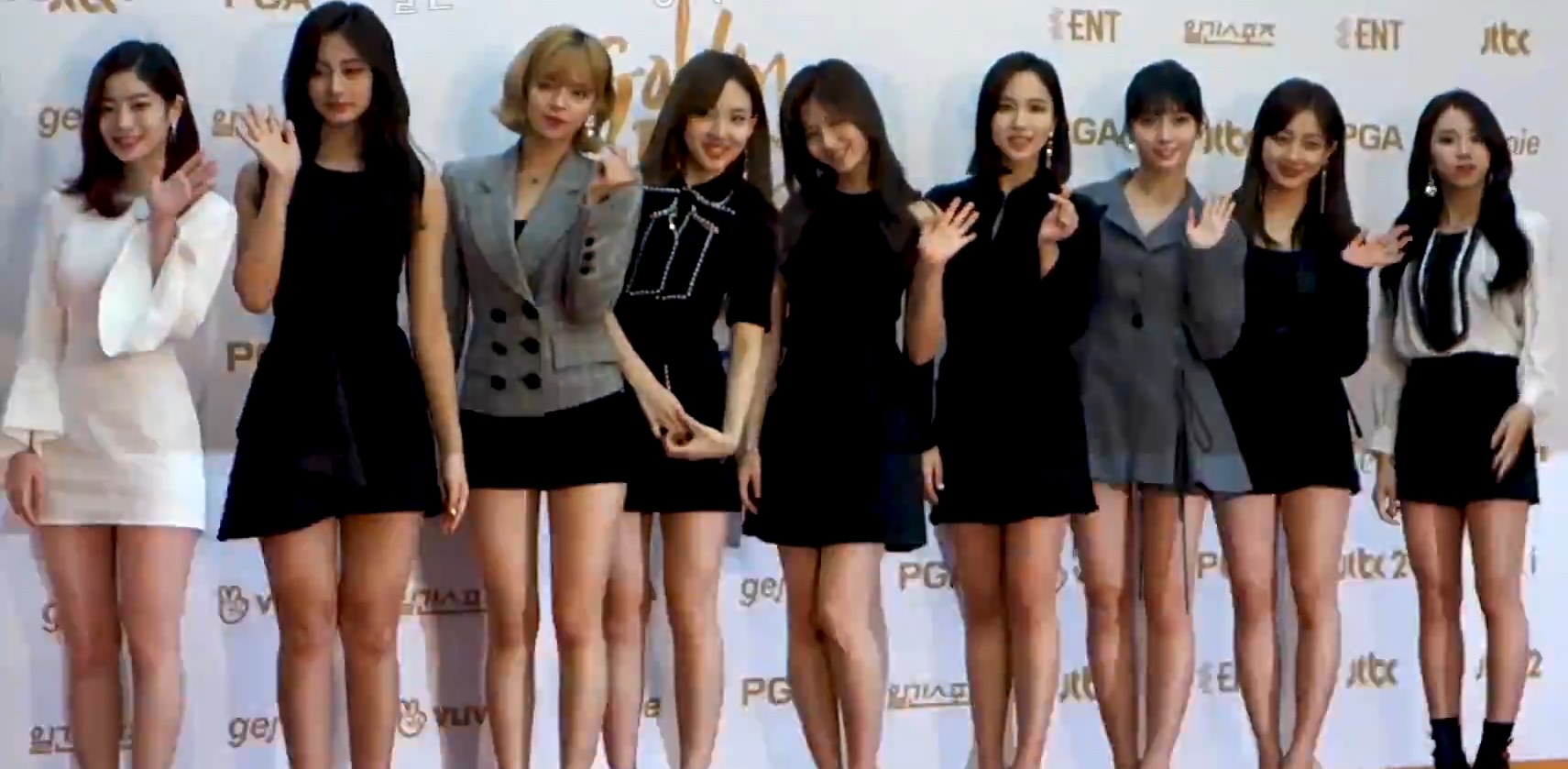
Le Twice ai Golden Disc Award nel 2018

Il secondo singolo giapponese delle Twice, intitolato Candy Pop, è stato pubblicato il 7 febbraio 2018. Il singolo ha venduto 303.746 copie nella prima settimana e ha raggiunto la vetta della classifica Japan Hot 100, diventando anche il loro secondo singolo a ottenere una certificazione di platino dalla RIAJ. Il gruppo ha anche intrapreso il suo primo tour di concerti in Giappone, intitolato Twice Showcase Live Tour 2018 "Candy Pop", a partire dal 19 gennaio 2018 nella prefettura di Aichi. Dopo 4 mesi di attesa, le Twice sono tornate il 9 aprile 2018 con il brano musicale What Is Love? dall'omonimo EP What Is Love?, classificandosi prime per ben 12 volte in 3 settimane nei programmi musicali. Il brano parla della curiosità nei confronti dell'amore da parte delle protagoniste; quest'ultime infatti conoscono l'amore solo tramite film e serie TV ma non hanno mai avuto un'esperienza reale. Il video è infatti una parodia di famosi film d'amore quali La La Land, The Princess Diaries, Pulp Fiction, Il tempo delle mele, Romeo e Giulietta, Ghost - Fantasma e Léon. Il video ha raggiunto 12 576 820 visualizzazioni in un giorno, superando il precedente record di Likey. Il 15 maggio 2018, dopo 36 giorni il video musicale di What is Love? ha superato 100 000 000 visualizzazioni su YouTube.
Le Twice hanno eseguito una cover di I Want You Back dei Jackson 5 come sigla dell'adattamento cinematografico giapponese di Sensei Kunshu. Il brano è stato pubblicato come singolo digitale il 15 giugno, insieme al video musicale. Dopo 3 mesi, il 9 luglio, le Twice sono tornate con una hit estiva: Dance The Night Away, dall'album speciale Summer Nights. Il video ufficiale ha raggiunto 20 387 875 visualizzazioni in un solo giorno, superando il precedente record di What Is Love?. Il singolo ha superato i 100 milioni di stream e venduto 2.500.000 download su Gaon Music Chart, facendo guadagnare al gruppo la sua prima certificazione di singolo platino sia per lo streaming che per il download, e rendendo Twice il secondo gruppo a ottenere una certificazione di platino per lo streaming, il download e l'album dalla KMCA da quando le certificazioni sono state introdotte nell'aprile 2018.
Il 12 settembre, le Twice hanno pubblicato il nuovo album BDZ. L'uscita dell'album è stata seguita dal loro tour di concerti chiamato Twice 1st Arena Tour 2018 "BDZ", iniziato a Chiba il 29 settembre. Il 5 novembre hanno pubblicato l'EP Yes or Yes e il video del singolo omonimo ha raggiunto 31 400 000 visualizzazioni in solo 24 ore, entrando nella top 10 della classifica dei video più visti su YouTube in un solo giorno. Il giorno della pubblicazione del singolo si sono esibite nello showcase di Yes or Yes, durante il quale hanno annunciato la data di uscita del loro primo film, Twiceland: Twice Movie, il 7 dicembre 2018.

### 2019-2020:Fancy You, tour mondiale,Happy Happy,Breakthrough,Feel Special,More and MoreeEyes Wide Open

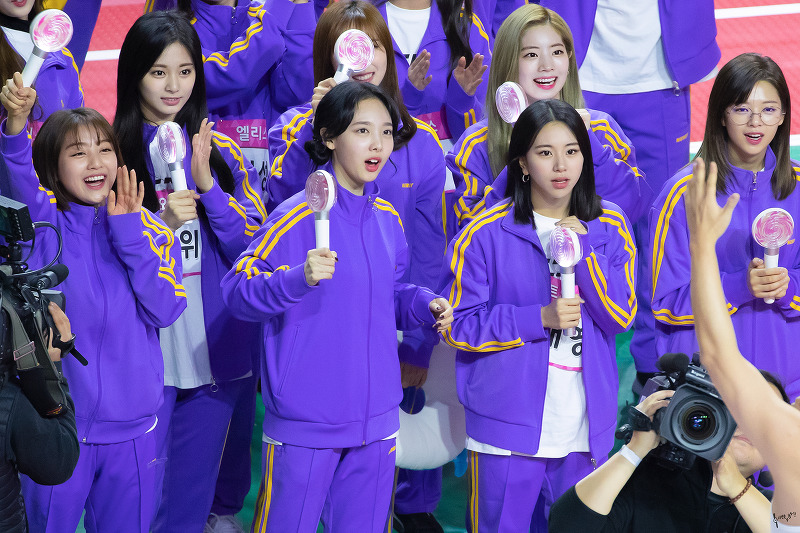
Le Twice il 7 gennaio 2019 all'Idol Star Athletics

Le Twice hanno fatto la storia come il primo gruppo femminile K-pop femminile a tenere un dome tour giapponese, chiamato Twice Dome Tour 2019 "#Dream Day", con un totale di 220 000 spettatori durante cinque spettacoli a Osaka, Tokyo e Nagoya, tenutosi a marzo e aprile 2019. Il 22 aprile hanno pubblicato il loro EP Fancy You. Il video musicale di "Fancy" ha accumulato oltre 42 100 000 visualizzazioni in un solo giorno, raggiungendo anche la settima posizione nell'elenco dei maggiori debutti di YouTube nelle prime 24 ore. La pubblicazione di Fancy You insieme a quella degli album precedenti ha reso le Twice il gruppo femminile coreano con il maggior numero di copie di album vendute, con un totale di 3 750 000 copie, superando il record delle SES. Le Twice hanno venduto oltre 6 000 000 album in tutto il mondo.
Il 12 giugno, le Twice hanno pubblicato i singoli digitali Happy Happy e Breakthrough. La JYP ha annunciato che il gruppo avrebbe aggiunto altri 12 concerti bonus al Twicelights del World Tour. Nella stessa data, Happy Happy è stato pubblicato fisicamente e la settimana successiva è stato pubblicato Breakthrough. Entrambi i singoli hanno ricevuto una certificazione platino dalla RIAJ. L'8 agosto, è stato rivelato che le Twice stavano girando un nuovo video musicale. La JYP Entertainment confermò che il gruppo si sarebbe preparato per un ritorno. Il 23 settembre le Twice hanno pubblicato il loro EP, Feel Special, insieme al video musicale per il singolo. Il singolo ha segnato il secondo ingresso del gruppo al primo posto nella classifica Billboard World Digital Song Sales. Feel Special ha anche aumentato la popolarità delle Twice in Nord America, debuttando nella Canadian Hot 100 alla posizione numero 82. Ciò ha reso le Twice il terzo gruppo femminile K-pop e il nono artista K-pop ad apparire in questa classifica.
Nell'ottobre 2019, la JYP Entertainment ha annunciato che il gruppo ha aggiunto ulteriori due tappe al proprio tour mondiale al Tokyo Dome.  Inizialmente i concerti aggiuntivi avrebbero dovuto tenersi il 3 e 4 marzo 2020 e i biglietti sono andati esauriti nel giro di tre minuti. Tuttavia, a causa delle preoccupazioni relative alla pandemia di COVID-19, i concerti di Tokyo sono stati rinviati e programmati per il 15 e 16 aprile, venendo infine cancellati del tutto. Il 24 febbraio è stato annunciato che il gruppo aveva firmato con la Republic Records per la promozione negli Stati Uniti nell'ambito della partnership tra JYP Entertainment e l'etichetta. Il 1º giugno 2020, il gruppo ha pubblicato l'EP More & More, che ottenne un successo nella media. L'EP ha debuttato al numero 200 della Billboard 200, rendendo le Twice il quinto gruppo femminile sudcoreano a entrare nella classifica, dopo Girls' Generation-TTS, Girls' Generation, 2NE1 e Blackpink.
L'8 luglio le Twice pubblicarono il loro sesto singolo giapponese, Fanfare, che ottenne la certificazione di platino dalla RIAJ. Il 9 agosto, il gruppo ha tenuto il suo primo concerto online intitolato Twice: World in a Day in risposta al Twicelights World Tour Finale, cancellato all'inizio dell'anno. Per il concerto, il gruppo ha collaborato con la piattaforma Beyond Live, lanciata da SM Entertainment e Naver, diventando il primo artista al di fuori di SM Entertainment a ospitare un concerto online utilizzando la piattaforma. Il 16 settembre, le Twice hanno pubblicato il loro terzo album compilation giapponese #Twice3, che è diventato il loro settimo album al primo posto nella classifica Oricon Albums Chart, rendendo le Twice la seconda artista straniera a raggiungere questa impresa dopo la cantante sudcoreana BoA.
Il 30 ottobre, il gruppo ha pubblicato il suo quarto album, Eyes Wide Open, che è diventato il più veloce del gruppo a superare 100 000 000 stream su Spotify. La traccia principale dell’album, I Can’t Stop Me, divenne la più veloce a superare 200 000 000 visualizzazioni su YouTube in tutta la discografia delle Twice. Due mesi dopo l'uscita di Eyes Wide Open, l'album ha debuttato al numero 72 della classifica Billboard 200 degli Stati Uniti, segnando il miglior ingresso del gruppo in classifica, superando More & More, e rendendo le Twice il terzo gruppo femminile K-pop a entrare nella top 100 della classifica, dopo 2NE1 e Blackpink.
Le Twice hanno poi collaborato con il gruppo virtuale femminile K/DA, con le componenti Nayeon, Sana, Jihyo e Chaeyoung presenti nella canzone I'll Show You come parte del primo EP del gruppo All Out, uscito il 6 novembre. Le quattro componenti del gruppo hanno eseguito la canzone insieme alle cantautrici americane Bekuh Boom e Annika Wells. In seguito, l'11 novembre le Twice pubblicarono il loro settimo singolo giapponese intitolato Better per il download digitale e lo streaming, con Scorpion come lato B, e fu poi pubblicato fisicamente il 18 novembre. Il gruppo ha poi fatto il suo debutto televisivo negli Stati Uniti apparendo nella serie "#PlayAtHome" del The Late Show with Stephen Colbert il 30 novembre, eseguendo la loro canzone I Can't Stop Me.

### 2021-2022:Taste Of Love,Perfect World,The Feels,Formula of Lovee il tour nordamericano

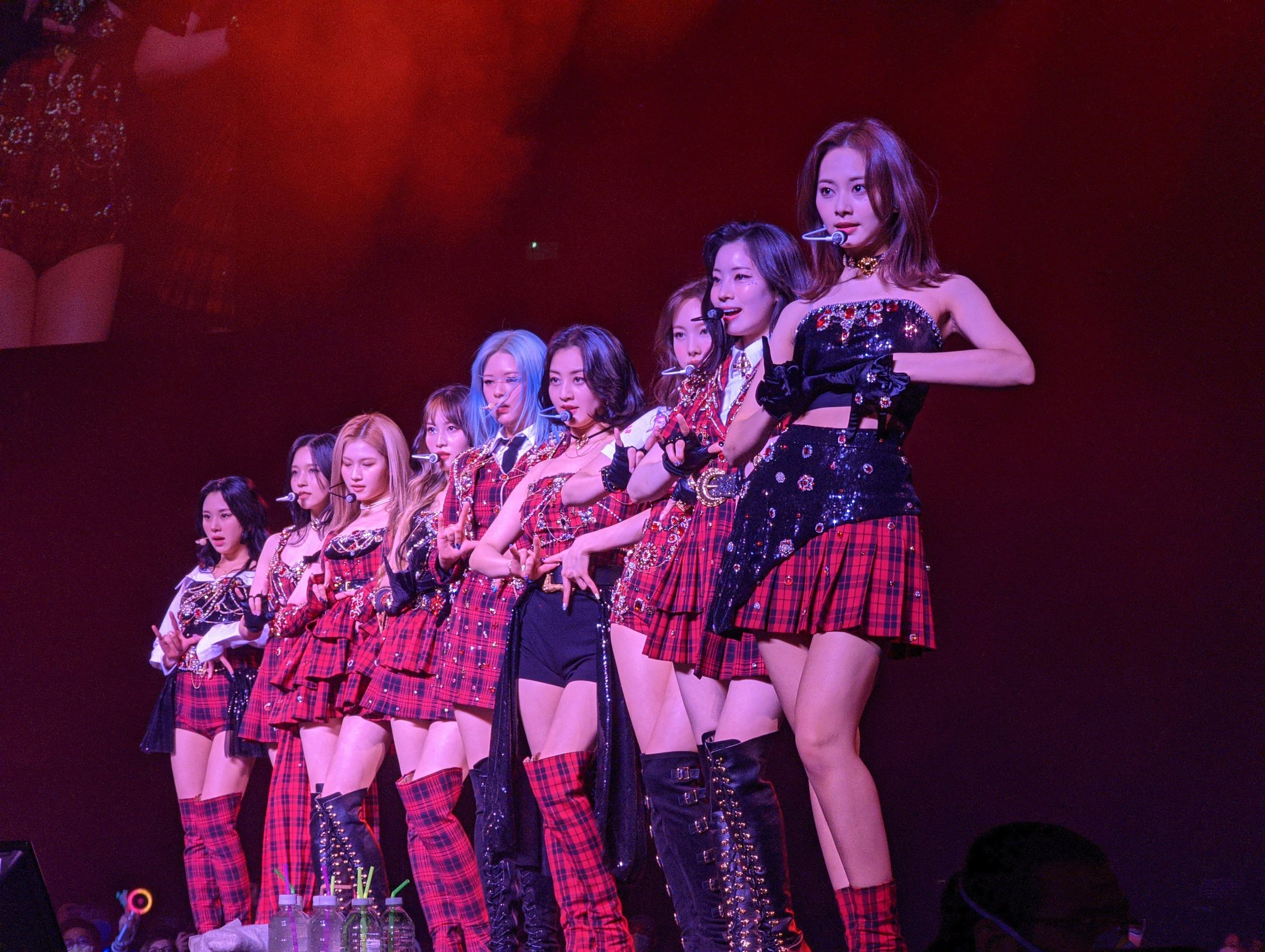
Le Twice durante un'esibizione al Kia Forum di Inglewood, California, 15 febbraio 2022

Il 28 gennaio 2021, le Twice hanno fatto un'apparizione nella serie Time 100 Talks tenuta dalla rivista Time tramite trasmissione in live streaming, con il gruppo che ha offerto un'esibizione speciale della loro traccia Depend On You dall'album Eyes Wide Open. Il 6 marzo, il gruppo ha tenuto il secondo concerto online dal titolo Twice in Wonderland, annunciato per la prima volta il 14 gennaio. Il concerto si è tenuto in collaborazione con NTT Docomo ed è stato trasmesso utilizzando varie tecnologie tra cui AR (realtà aumentata) e MR (realtà mista). Alla fine del loro concerto online, le Twice hanno annunciato l'uscita del loro prossimo singolo giapponese Kura Kura in programma il 12 maggio. Kura Kura è stato pre-pubblicato sulle piattaforme di streaming online il 20 aprile. Anche il suo video musicale è stato pubblicato nella stessa data. Il 19 aprile, la JYP Entertainment ha annunciato l'imminente EP del gruppo che dovrebbe essere pubblicato nel giugno del 2021. Il 28 aprile, le Twice sono apparse al The Kelly Clarkson Show con un'esibizione del loro singolo Cry For Me. L'11 giugno, il gruppo ha pubblicato il loro decimo EP coreano, Taste of Love, con il singolo Alcohol-Free uscito il 9 giugno. Il 28 luglio, è stato pubblicato il terzo album in studio giapponese del gruppo, Perfect World. Il 1º ottobre è stato rilasciato il primo singolo in inglese del gruppo, The Feels.
Il 12 novembre, è stato pubblicato il loro terzo album in studio in coreano, Formula of Love: O+T=＜3. Il 15 novembre, il gruppo ha annunciato cinque date iniziali del tour nordamericano del loro quarto tour mondiale, III. Hanno intrapreso il tour con un concerto di due giorni a Seul dal 25 al 26 dicembre. Il 3 dicembre, le Twice hanno pubblicato in anteprima il loro nono singolo giapponese, Doughnut, con un video musicale di accompagnamento. È stato rilasciato fisicamente il 15 dicembre in Giappone. Il 16 marzo 2022 hanno pubblicato il loro quarto album compilation giapponese #Twice4, che è diventato il loro ottavo album al primo posto nella classifica Oricon Albums Chart, rendendo le Twice la prima artista straniera a raggiungere questa impresa.
Con il completamento con successo della loro tappa americana di sette date del III World Tour, che si è conclusa il 27 febbraio 2022, le Twice sono diventate la prima band K-pop femminile a tenere due tour separati nell'arena nel più grande mercato musicale del mondo, facendo emergere un pubblico di circa 100 000 persone. Inizialmente, era stata annunciata solo una data per Los Angeles e New York, ma i secondi spettacoli sono stati rapidamente aggiunti a entrambe le città a causa dell'elevata domanda dopo il tutto esaurito. Dopo il successo del loro tour negli Stati Uniti, le Twice hanno annunciato un concerto bis al Banc of California Stadium di Los Angeles, diventando il primo gruppo K-pop femminile a esibirsi in uno stadio negli Stati Uniti. Inizialmente annunciata una sola data per il 14 maggio, il gruppo ha deciso di organizzare un'ulteriore esibizione il 15 maggio, a seguito dell'elevata richiesta. Inoltre, il gruppo avrebbe dovuto tenere un concerto di due giorni al Tokyo Dome in Giappone, il 23 e 24 aprile, ma poiché i biglietti erano esauriti contemporaneamente alla vendita di apertura, hanno aggiunto un'esibizione il 25. Con tre date sold-out al Tokyo Dome, le Twice sono diventate il primo gruppo femminile K-pop e il secondo gruppo femminile in assoluto (dopo le AKB48) a tenere un concerto di tre giorni in quella sede.

### 2022-2024: rinnovo contrattuale eReady to Be

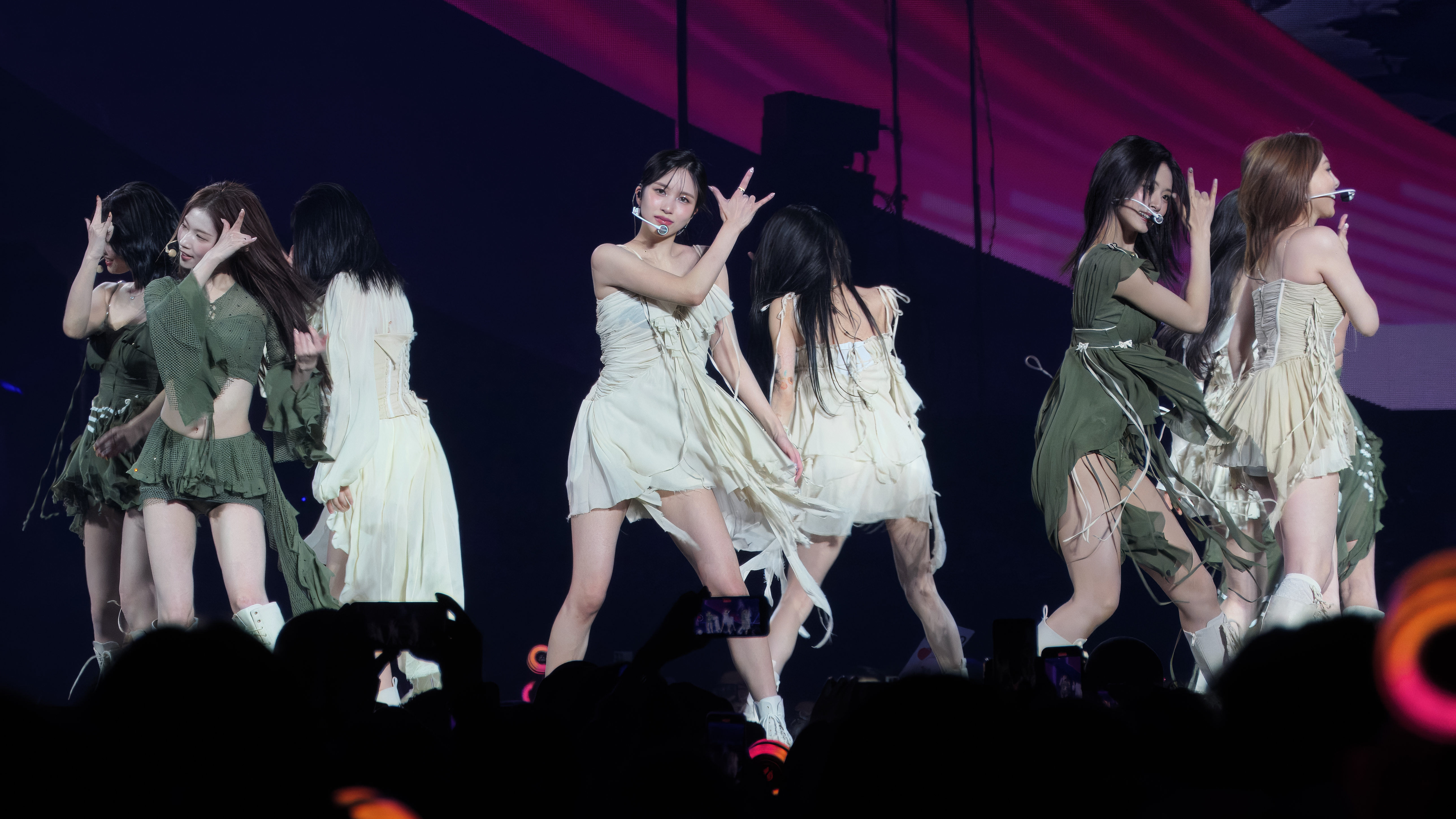
Le Twice durante un concerto all'Allegiant Stadium per il Ready to Be World Tour

L'11 luglio, è stato annunciato che tutti i nove componenti delle Twice hanno rinnovato il loro contratto con la JYP Entertainment 3 mesi prima che scadesse. Il quarto album in studio giapponese del gruppo, Celebrate, è uscito il 27 luglio per commemorare il quinto anniversario del loro debutto in Giappone. Il singolo principale, omonimo, è stato pre-pubblicato come singolo digitale il 15 luglio. Il 26 agosto le Twice hanno pubblicato il loro undicesimo EP coreano, Between 1&2, e il singolo principale, Talk That Talk. Between 1&2 è stato il primo album delle Twice a vendere un milione di copie e il gruppo ha superato i 14 milioni di vendite cumulative di album entro la fine dell'anno.
Il 20 gennaio 2023, le Twice hanno pubblicato un singolo in inglese in anteprima, Moonlight Sunrise, in vista del loro dodicesimo EP coreano, Ready to Be. L'EP e il singolo principale, Set Me Free, sono usciti il 10 marzo. Ready to Be ha accumulato un totale di 1,7 milioni di preordini ed è l'album più venduto delle Twice fino ad oggi. Il gruppo ha intrapreso il suo quinto tour mondiale, apertosi con un concerto di due giorni a Seul il 15 e 16 aprile. Il 31 maggio le Twice hanno pubblicato il loro decimo singolo giapponese, Hare Hare, appositamente per i loro primi concerti negli stadi in Giappone. Con quattro date sold-out allo Yanmar Stadium Nagai e all'Ajinomoto Stadium, le Twice sono diventate il primo gruppo femminile K-pop a tenere un concerto in uno stadio in Giappone. La tappa nordamericana del Ready to Be World Tour si è conclusa il 9 luglio, con concerti sold-out al SoFi Stadium e al MetLife Stadium, una novità per un gruppo femminile K-pop. Il 12 dicembre hanno pubblicato il singolo Dance Again, presente anche nello spot televisivo per FamilyMart in Giappone.
Il 2 febbraio 2024, le Twice pubblicarono il singolo I Got You. La canzone è il singolo di anteprima del loro tredicesimo EP coreano, With You-th, uscito il 23 febbraio insieme al singolo principale One Spark. Il gruppo ha pubblicato il suo quinto album in studio giapponese, Dive, il 17 luglio. Nello stesso mese, conclusero il Ready to Be World Tour con una serie di concerti speciali in Giappone, diventando la prima artista straniera a esibirsi come headliner al Nissan Stadium. Il tour è riconosciuto come uno dei più grandi mai realizzati dal gruppo, con 51 spettacoli in 27 città tra Asia, Nord America, Sud America, Oceania ed Europa, e 1,5 milioni di partecipanti in totale.
Il 20 ottobre, le Twice hanno tenuto un fan meeting intitolato Home 9round per commemorare il nono anniversario del loro debutto. Durante l'evento, hanno eseguito il brano inedito Sweetest Obsession e hanno annunciato il loro quattordicesimo EP, Strategy, uscito il 6 dicembre. Il 25 ottobre, le Twice sono state ospiti in un remix di Mamushi di Megan Thee Stallion, apparsa in seguito nel singolo del gruppo Strategy incluso nell'omonimo EP. Il 21 novembre, le Twice sono diventate le prime artiste K-pop a esibirsi come headliner su Amazon Music Live, registrando il maggior numero di spettatori unici di qualsiasi altra produzione Amazon Music, sia su Twitch che su Prime Video. Il 16 dicembre pubblicarono The Wish, il loro secondo singolo ad essere inserito in uno spot televisivo della FamilyMart.

### 2025-presente:This is For
Nell'aprile 2025, le Twice hanno aperto tutti e sei gli spettacoli del Music of the Spheres World Tour dei Coldplay a Seul come ospiti speciali. Si sono anche unite alla band sul palco per eseguire una nuova versione di We Pray, pubblicata il 17 aprile. Il 14 maggio le Twice hanno pubblicato il loro quinto album compilation giapponese #Twice5. L'11 giugno 2025 viene annunciata l'uscita del sesto album in studio giapponese Enemy, prevista per il 27 agosto. L'11 luglio hanno pubblicato il loro quarto album in studio coreano, This is For, e il singolo principale omonimo. Per promuovere l'album, il gruppo ha intrapreso il This Is For World Tour con un concerto di due giorni a Incheon, il 19 e 20 luglio. Il 2 agosto, le Twice sono diventate il primo gruppo femminile K-pop a esibirsi come headliner al festival musicale Lollapalooza a Chicago. Un film documentario che celebra il decimo anniversario del loro debutto, Twice: One in a Million, uscirà nelle sale di tutto il mondo a ottobre.

## Formazione
- Im Na-yeon – voce (2015–presente)
- Yoo Jeongyeon – voce (2015–presente)
- Hirai Momo – voce (2015–presente)
- Minatozaki Sana – voce (2015–presente)
- Park Jihyo – leader, voce (2015–presente)
- Myoi Mina – voce (2015–presente)
- Kim Dahyun – voce (2015–presente)
- Son Chaeyoung – voce (2015–presente)
- Choi Tzuyu – voce (2015–presente)

## Discografia

### Album in studio
In lingua coreana
- 2017 – Twicetagram
- 2020 – Eyes Wide Open
- 2021 – Formula of Love: O+T=＜3
- 2025 – This is For

In lingua giapponese
- 2018 – BDZ
- 2019 – &Twice
- 2021 – Perfect World
- 2022 – Celebrate
- 2024 – Dive

## Videografia
- 2015 – Like OOH-AHH
- 2016 – Cheer Up
- 2016 – TT
- 2017 – Knock Knock
- 2017 – Signal
- 2017 – Signal (Japanese ver.)
- 2017 – TT (Japanese ver.)
- 2017 – One More Time
- 2017 – Likey
- 2017 – Heart Shaker
- 2018 – Merry & Happy
- 2018 – Candy Pop
- 2018 – Brand New Girl
- 2018 – What Is Love?
- 2018 – Wake Me Up
- 2018 – I Want you Back
- 2018 – Dance The Night Away
- 2018 – BDZ
- 2018 – Yes or Yes
- 2018 – The Best Thing I Ever Did
- 2019 – Likey (Japanese ver.)
- 2019 – What Is Love? (Japanese ver.)
- 2019 – Fancy
- 2019 – Happy Happy
- 2019 – Breakthrough
- 2019 – Feel Special
- 2019 – Fake & True
- 2020 – More & More
- 2020 – Fanfare
- 2020 – Fancy (Japanese ver.)
- 2020 – More & More (Japanese ver.)
- 2020 – I Can't Stop Me
- 2020 – Better
- 2021 – Alcohol-Free
- 2021 – Perfect World
- 2021 – The Feels
- 2021 – Scientist
- 2021 – Doughnut
- 2022 – Scientist (Japanese ver.)
- 2022 – Celebrate
- 2022 – Talk That Talk
- 2023 – Moonlight Sunrise
- 2023 – Set Me Free
- 2023 – Hare Hare
- 2023 – Dance Again (Special video)
- 2024 – I Got You
- 2024 – One Spark
- 2024 – DIVE
- 2024 – Strategy (con Megan Thee Stallion)

## Filmografia
- Sixteen – reality show, 10 episodi (2015)
- Twice TV1 – webserie, 5 episodi (2015)
- Twice TV2 – webserie, 10 episodi (2015)
- Onul Harum – webserie, 3 episodi (2015)
- The Ranking is Up To Me – webserie, 4 episodi (2015)
- Twice's Private Life – reality show, 8 episodi (2016)
- Twice TV3 – webserie, 8 episodi (2016)
- Twice TV Begins – webserie, 8 episodi (2016)
- Twice TV 4 – webserie, 8 episodi (2016)
- Twice TV Special – webserie, 6 episodi (2017)
- Twice TV 5 "Twice in Switzerland" – webserie, 24 episodi (2017)
- Twice TV 6 "Twice in Singapore" – webserie, 12 episodi (2017)
- Twice TV 18 – webserie, 11 episodi (2017-presente)
- Twice TV "What is Love?" – webserie, 10 episodi (2018)
- Twice TV "Dance The Night Away" – webserie, 5 episodi (2018)
- Twice TV: Yes or Yes – reality show (2018)
- Twiceland: Twice Movie (2018)[186]

### DVD
- Page Two Monograph
- 2017 Season's Greetings
- Twicecoaster: Lane 1 Monograph
- Twice 1st Photo Book "One in a Million"
- Twice Super Event
- Twicezine: Jeju Island Edition
- Signal Monograph
- Twice Debut Showcase "Touchdown in Japan"
- 2018 Season's Greetings "First Love"
- Twiceland: The Opening
- Twicetagram Monograph
- Merry & Happy Monograph
- Twiceland: The Opening (Encore)
- Once Begins Twice Fanmeeting
- 2019 Japan Season's Greetings "Twice Airlines"
- 2019 Season's Greetings "The Roses"
- Twiceland Zone 2: Fantasy Park

## Tournée
- 2017 – Twice 1st Tour "Twiceland: The Opening"
- 2017 – Twice 1st Tour "Twiceland: The Opening" Encore
- 2018 – Twice 2nd Tour "Twiceland Zone 2: Fantasy Park"
- 2018 – Twice 1st Arena Tour "BDZ"
- 2019 – Twice Dome Tour 2019 "#Dreamday"
- 2019 – Twice World Tour 2019
- 2022 – Twice 4th World Tour III
- 2023 – Ready to Be World Tour

## Riconoscimenti

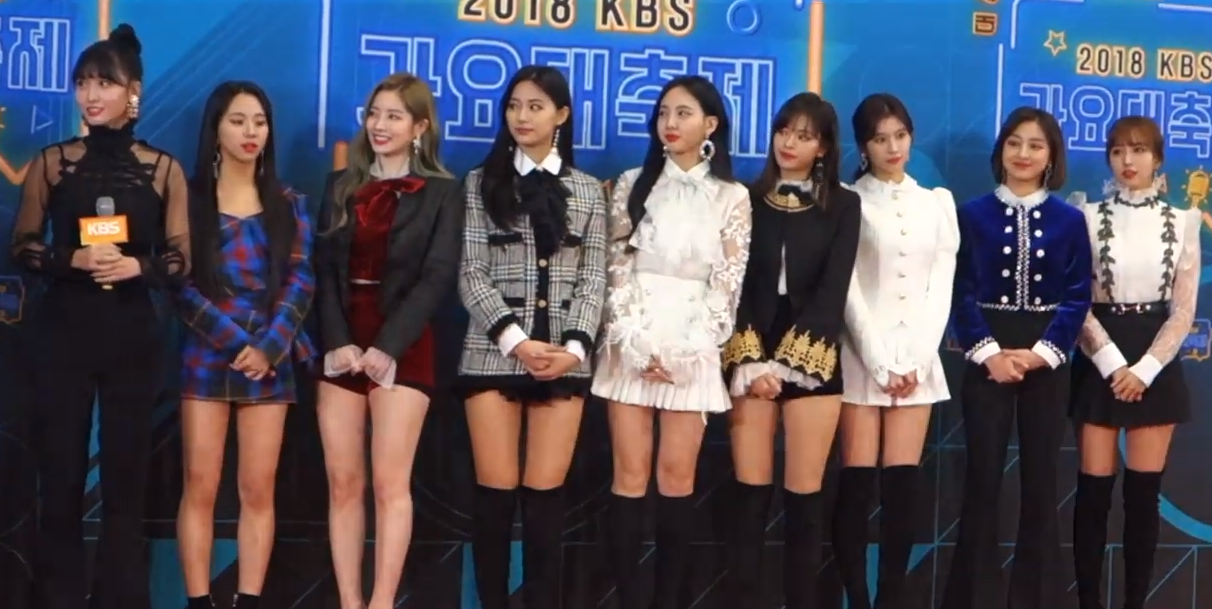
Le Twice al SBS Gayo Daejun il 28 dicembre 2018

Le Twice hanno ricevuto la loro prima nomination e il loro primo premio ai Mnet Asian Music Awards 2015 con il premio Miglior nuovo artista femminile, seguito da un altro New Artist Award ai Golden Disc Awards del 2016.
Nel 2016, le Twice hanno vinto al programma M Countdown con la canzone "Cheer Up". Il gruppo ha anche vinto numerosi premi importanti, tra cui "Canzone dell'Anno" con "Cheer Up" in due importanti eventi, Melon Music Awards e Mnet Asian Music Awards. Nel 2017, "Signal" il loro quarto EP, ha ottenuto il secondo premio come Canzone dell'anno ai Mnet Asian Music Awards 2017, diventando così il primo artista a vincere consecutivamente il primo premio. Con un totale di 36 trofei di programmi musicali nel 2017, le Twice hanno registrato la maggior parte delle vincite ricevute in un solo anno. A maggio dell'anno seguente, sono diventate le prime artiste a vincere Sette Corone triple consecutive a Inkigayo. Le Twice hanno ricevuto anche il premio come Canzone dell'Anno ai Mnet Asian Music Awards del 2018 con "What Is Love?" diventando il primo gruppo a vincere il premio per tre anni consecutivi.